# Überwachung

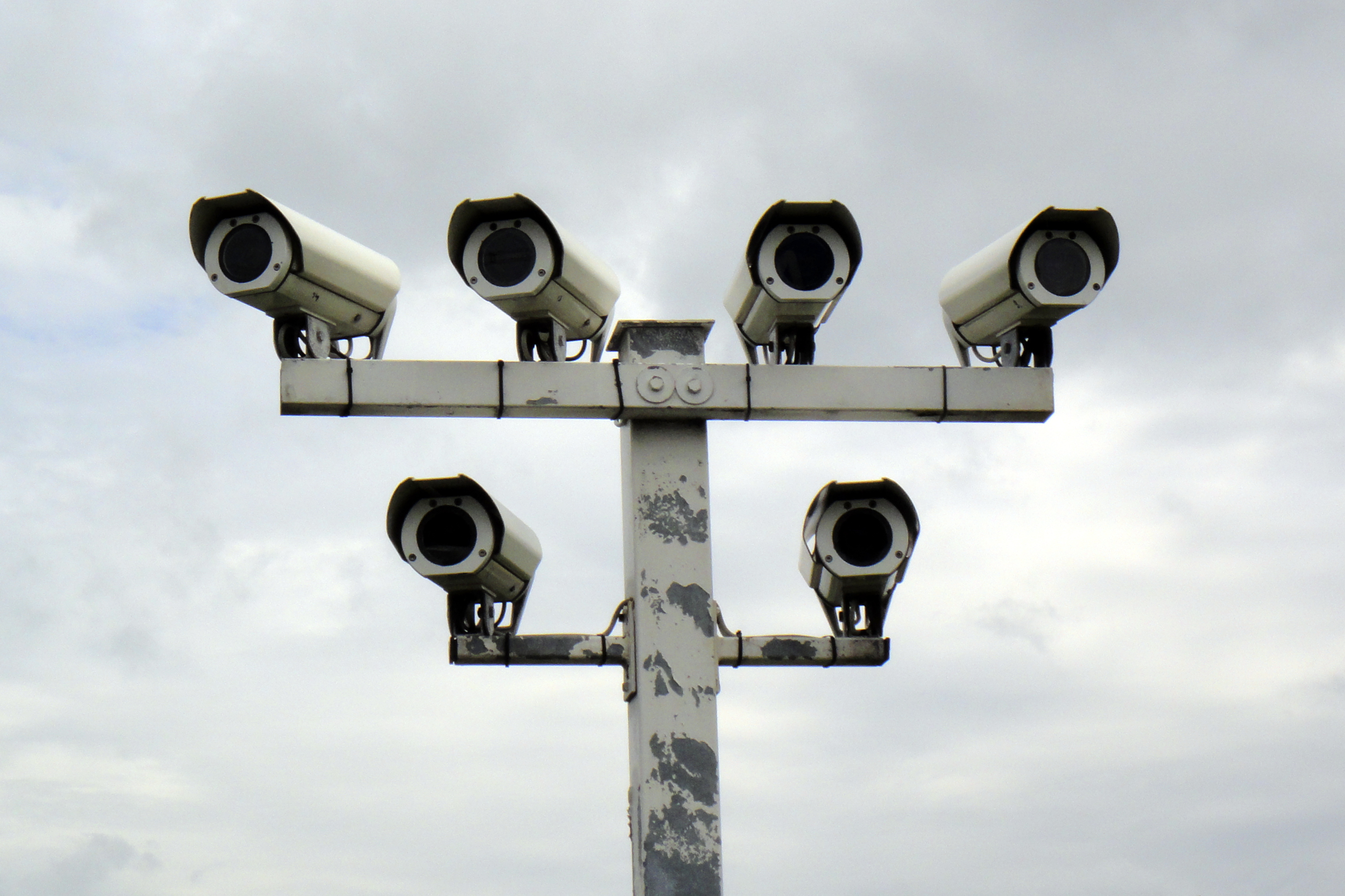
Überwachungskameras

Überwachung ist die zielgerichtete Beobachtung und Informationserhebung von Objekten, Personen, Personenvereinigungen oder Gegenständen durch am Geschehen unbeteiligte Dritte. Eine besondere Form der Überwachung ist die Observation. Die Überwachung von Naturphänomenen oder von Betriebsabläufen nennt man auch Monitoring.
Der Begriff wird auch in einigen anderen Kontexten verwendet, er wird teilweise negativ konnotiert (zum Beispiel Überwachungsstaat).

## Einführung
Maßnahmen der Überwachung können der Erhöhung der Sicherheit des menschlichen Lebens dienen, der Beobachtung von Naturerscheinungen, militärisch-nachrichtendienstlichen Zwecken, oder dem Werterhalt von Bauwerken und Investitionen.
Man unterscheidet unter anderem:
- Beschattung verdächtiger Personen als herkömmliche (low-tech)-Überwachung oder mit Zeugenbefragungen
- Bewachung von Objekten, Territorien oder Personen
- Eingangs- und Sicherheitskontrollen an/für Gebäude, Nachtdienste etc.
- Elektronische Überwachung: unauffällige oder aus größerer Distanz mögliche Beobachtung mit elektrooptischen Geräten, Videokameras oder anderen technischen Mitteln
- Medizinische Überwachung, z. B. von Kranken in der Intensivstation. Hier werden ständig lebenswichtige Daten wie Herzschlag, Blutdruck und Atmung kontrolliert, um im Notfall schnell eingreifen zu können. Eine besondere Art der medizinischen Überwachung ist die Surveillance
- Militärische Überwachung von Räumen bzw. Gelände, z. B. für spezielle Einsätze oder Gefechtsarten
- Monitoring in Technik und Naturwissenschaft, etwa von großen Bauwerken, Staumauern, Kraftwerken oder Rutschhängen. Solche Überwachungsaufgaben erfolgen zunehmend automationsgestützt, u. a. durch Methoden der Geotechnik und der Ingenieurvermessung
- Observation (lat. „Beobachtung“) als unauffälliges, systematisches Beobachten einer Person. Aber auch von Sachen und Objekten (Ermittlungshinweise, Beweismittel, Erkenntnissen für weitere Maßnahmen)
- Supervision als psychologische Maßnahme gegen Burnout und andere Überlastungen
- Technische Überwachung von Anlagen (Industrie, Kraftwerke) oder der Umwelt (Boden, Wasser, Luft, Ozon). Erstere dient vor allem der Vermeidung von Störfällen, letztere von Umweltschäden.
- Überwachung von Naturerscheinungen – beispielsweise in der Hydro- und Meteorologie (Wasserstände, Niederschläge, Klima), in der Biologie (Artenschutz, Migration usw.) oder in der Astronomie (Novae, Veränderliche Sterne, Kometen und Asteroiden)
- Überwachung von Verkehrsräumen siehe unten: #In der Technik.

Die moderne Datenerfassung macht sich zunehmend Technologien aus dem Bereich des elektronischen Kommunikation, insbesondere auch des Internets der Dinge zunutze, wo jeder Sensor in einem Sensornetz auch gleichzeitig einen Prozessor und eine Kommunikationseinheit darstellt. Diese Technologien erlauben schnelles und großräumiges bzw. flächendeckendes Sammeln von Informationen. Die Effektivität der Auswertung der so gewonnenen Massendaten (Schlagwort: Big Data) hängt sehr stark an effizienten Methoden aus dem Data-Mining, der Mustererkennung und der künstlichen Intelligenz. Durch die systematische Verknüpfung von Datenerfassung, automatischer Auswertung und schneller Verbreitung wird durch Frühwarnsysteme die potenziell betroffene Bevölkerung rechtzeitig informiert, um sich retten oder schützen zu können.

## Objekte und Naturgefahren
Seit das Thema „Überwachung“ in der Gesellschaft so stark diskutiert wird, ist der Begriff ins Negative abgerutscht. Es gibt jedoch zahlreiche Überwachungsbereiche, die allgemein gewünscht werden oder gegen die es kaum Kritik gibt. Diese fallen etwa in Deutschland je nach individuellem Aufgabengebiet und Gesetzeslage in die Hoheit des Bundes, der Bundesländer, der Kreise, Bezirke oder Kommunen, oder zum Beispiel in das Aufgabengebiet von Betreibern technischer Anlagen. Dazu gehören unter anderem:

### Monitoring von Naturgefahren
- Seismologie und (versuchte) Erdbeben-Prognose, Überwachung potentieller Rutschhänge, Fels- oder Bergsturz-Gebiete, Bodenkriechen, Monitoring von Hängegletschern usw.
- hydrografische Beobachtungsstellen (Wasserstand von Flüssen und Binnenseen, Prognose von Starkregen und Hochwässern, Biowetter, Sturmwarnung)

### Naturerscheinungen
- in der Meteorologie, Klimatologie und Hydrologie: Wetterbeobachtung am Boden und von Satelliten, Niederschlag, Abfluss und Verdunstung, Wasserstände, Wind und Wolkenbildung, Wirbelstürme, Ernteprognosen usw.
- in der Astronomie: Novae, ungewöhnliche oder Veränderliche Sterne, Entdeckung und Bahnbestimmung von Kometen und Asteroiden, Änderungen der Radio-, Röntgen- und Gammastrahlung ferner Himmelskörper, Bildung neuer Sterne usw.
- in der Biologie: Änderungen in der Vegetation, im hochalpinen Bewuchs, in den Blühzeiten (Mittfrühling etc.); gefährdete Arten durch Mensch und Klimawandel, Fruchtbarkeit und Wanderbewegungen beim Wild, Anpassung der Bodenlebewesen usw.

### Ausbreitung von Krankheiten
- in der Infektionsepidemiologie Surveillance zur Überwachung der Ausbreitung von Infektionskrankheiten
- Monitoring zur Beobachtung von nicht-übertragbaren Krankheiten und zur Entdeckung von Perioden mit Übersterblichkeit

### In der Technik
- Laufende Kontrolle großer Gebäude und ihrer allfälligen Setzung, thermisches Verhalten und Schwingungen von Brücken, Kontrolle von Staumauern, Kraftwerken, Fernmeldetürmen und anderer potentiell gefährdeter Bauwerke. Solche Überwachungsaufgaben erfolgen zunehmend automatisiert, u. a. durch Methoden der Geotechnik und der Ingenieurvermessung.
- Technische Überwachung von Anlagen (Industrie, Maschinen, Kraftwerke), von Heizkesseln, Abgas- und Rauchfang, allgemeine Sicherheitsüberprüfungen
  - Solche Monitorings sollen einerseits Störfälle vermeiden und rechtzeitige Maßnahmen oder Reparaturen ermöglichen (siehe auch TÜV). Andererseits sind sie eine effektive Möglichkeit zur technischen Weiterentwicklungen aller Art und zur Vorbeugung gegen Umweltschäden.
- Regelmäßige Prüfung von Kraftfahrzeugen wie Inspektionen und „Pickerl“
- Militärische Sicherungsaufgaben in Krisengebieten und -Zeiten
- Überwachung von Verkehrsräumen, zum Beispiel im Straßenverkehr (Verkehrsüberwachung, Geschwindigkeitsüberwachung), im Luftverkehr (Luftraumüberwachung, Flugsicherung) und im Wasserverkehr (in der Binnenschifffahrt durch Revierzentralen, im maritimen Verkehr durch Verkehrszentralen)
- Monitoring der Umwelt: Luftqualität, Feinstaub etc., Wassergüte, Boden- und Luftverschmutzung, Zustand des Waldes, Beobachtung der Ozonloch usw.
  - Die gewonnenen Daten sind einerseits für die Wissenschaftler von Bedeutung, andererseits dienen sie der Gesundheit und der Prophylaxe von Umweltgefahren.

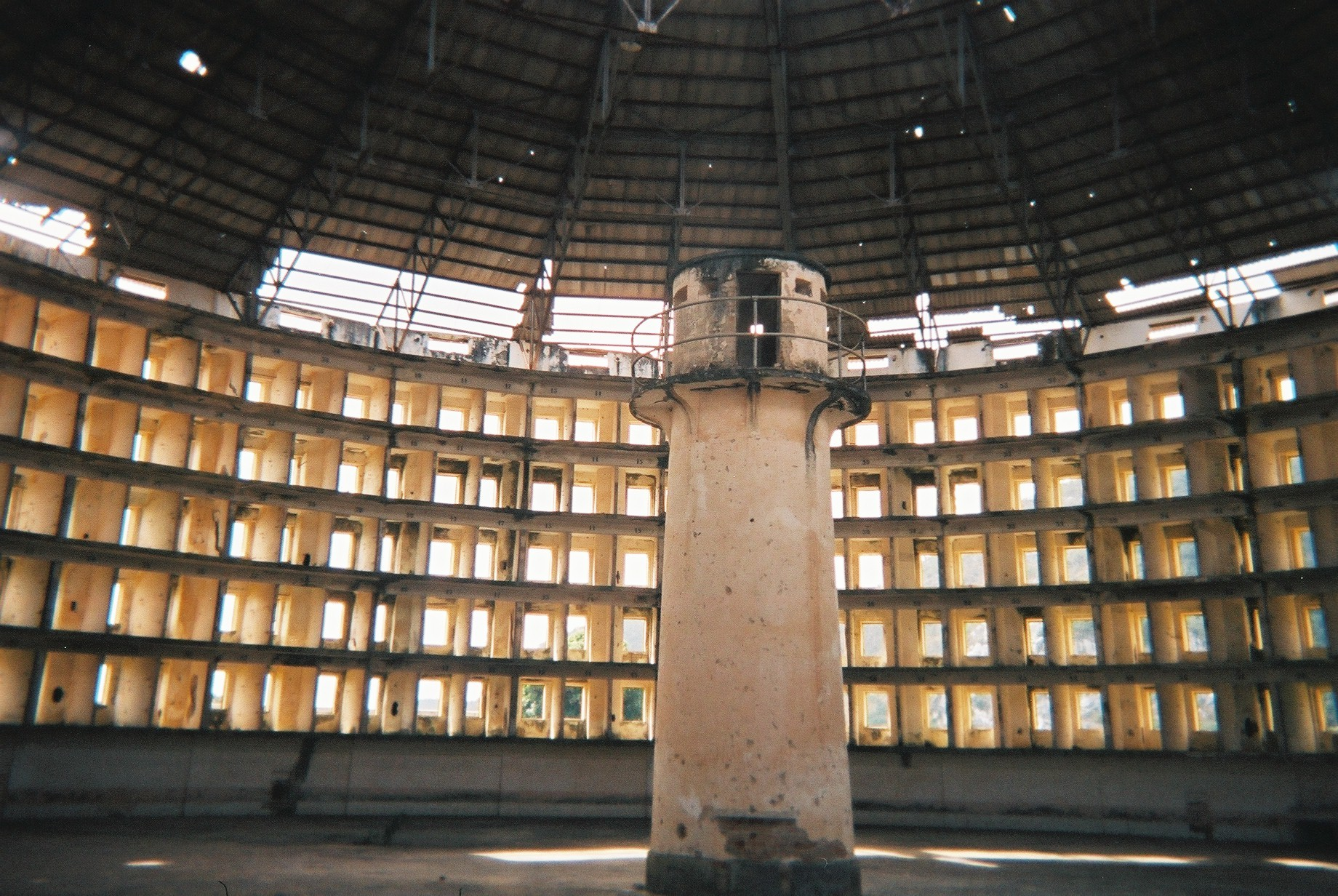
Panoptisches Gefängnis zur leichteren Überwachung der Gefangenen, errichtet 1928 unter dem kubanischen Diktator Gerardo Machado

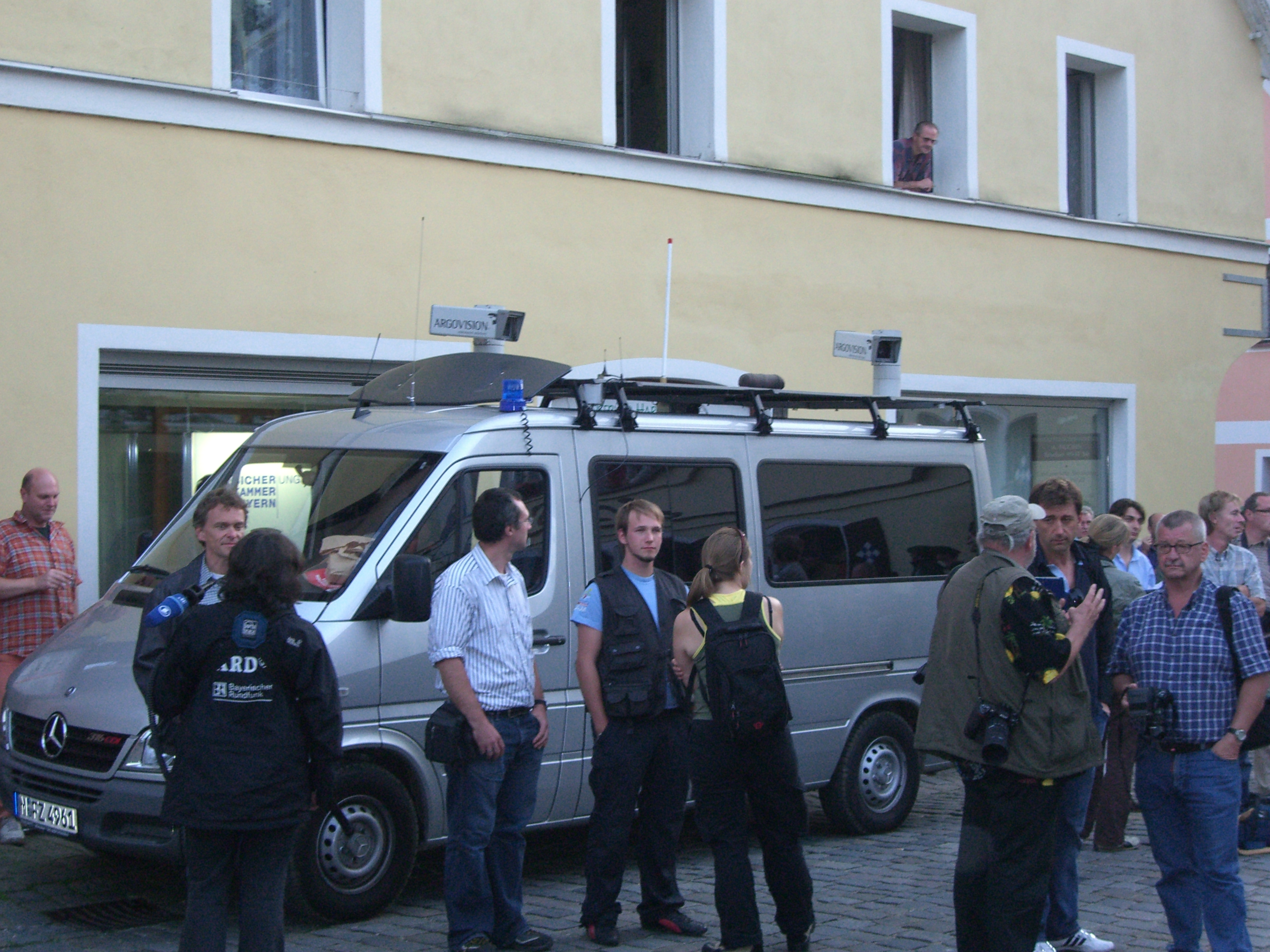
Mobile Videoüberwachung der Polizei auf einer Demonstration

## Personen und Gruppen
Die Überwachung von Privatpersonen oder Unternehmen durch technische oder sonstige Maßnahmen von staatlichen Organen ist in Rechtsstaaten im Allgemeinen streng reglementiert, da sie tief in Freiheitsrechte wie das Brief- und Fernmeldegeheimnis eingreifen. In Deutschland zählt dazu etwa die Telekommunikations-Überwachungsverordnung sowie zahlreiche andere, zum Teil sehr spezifische Gesetze wie das BKA-Gesetz. Zudem sind in der Strafprozessordnung (StPO) zahlreiche rechtliche Beschränkungen der Staatsorgane vorgesehen, so dürfen polizeiliche Überwachungsmaßnahmen (siehe § 100a StPO) generell, außer bei Ausnahmen wie Gefahr im Verzug, nur nach einem richterlichen Beschluss durchgeführt werden (siehe etwa § 100e StPO).
Personenbezogene Überwachungsmaßnahmen werden üblicherweise von staatlichen Diensten (Polizei, Staatspolizei, Geheimdienste) eingesetzt, können aber auch von privaten Unternehmen oder durch Kriminelle verwendet werden. Der Austausch der von staatlichen Diensten ermittelten Daten mit denen von Unternehmen wird als zunehmend problematisch erachtet. Audiovisuelle Arbeitnehmerüberwachung ist in Deutschland illegal, während beispielsweise in den USA oder in Großbritannien den Arbeitgebern zugestanden wird, ihre Angestellten legal mittels am Arbeitsplatz installierten Kameras zu überwachen. Auch das Mitlesen des E-Mail-Verkehrs ihrer Angestellten ist US-Firmen im Gegensatz etwa zu deutschen Firmen erlaubt.
Der Grad der Überwachung ist ein heiß umstrittenes und sehr problematisches Thema. Einerseits werden beispielsweise in den skandinavischen Ländern und in Großbritannien die neuen Formen der elektronischen Kontrolle als „Errungenschaft der Demokratie“ gepriesen. Andererseits befürchtet beispielsweise der Europäische Gerichtshof in seiner Herleitung für das Recht auf Datenschutz eine Einschränkung der Meinungsfreiheit. Wenn die Bürger nicht mehr wissen, wann und in welchem Maße sie beobachtet werden, werden sie sich aus Angst vor Repressionen auch vorsichtiger (im Sinne von „angepasster“) verhalten.

### Internetnutzung
Bei der Nutzung des Internets, insbesondere auch des World Wide Webs, fallen bei Außerachtlassung des Datenminimierungsgebots (Art. 5 I cDSGVO) und nachlässiger Programmierung der Geräte (Smartphones, Fernseher, Computer, Pkw etc.) persönliche Daten an, derer sich im industriellen Maße nicht nur die kommerziellen Internetunternehmen, sondern auch die Dienste der Five Eyes, insbesondere die NSA, bedienen. Oftmals geschieht dies, wie bei ADINT, in bewusst gewolltem Zusammenwirken. Im Ergebnis entstand daraus die Weltweite automatisierte Massenüberwachung. 
Dabei ist für die Überwacher aus den USA von Vorteil, dass gemäß US-Verfassung gemäß 4. Verfassungszusatz Ausländern keine Privatsphäre zusteht, während die EU-Grundrechtecharta diese als höchstrangiges Jedermann-Grundrecht, also als Menschenrecht definiert.

### Paket- und Briefverkehr
Da heute mehr und mehr Menschen Fax und E-Mail verwenden, verringert sich die Bedeutung v. a. des internationalen Briefverkehrs. Das Abfangen von Post bleibt dennoch eine wichtige Aufgabe des Geheimdienstes.
Es gibt keinen einfachen Weg festzustellen, ob die persönliche Post gelesen wurde oder nicht. Da die Post Sortiermaschinen benutzt, die gelegentlich Briefe beschädigen, ist auch eine solche Beschädigung kein sicheres Anzeichen für eine Überwachung.
Teilweise werden große Datenmengen heute auch mit CDs auf dem Postweg verschickt. Möchte man diese Daten vor unberechtigtem Zugriff schützen, sollte man sie z. B. vor dem „Brennen“ mit einem sicheren Verschlüsselungsprogramm, etwa GPG, verschlüsseln.

### Telekommunikation
Das Abhören von Telefongesprächen ist in Deutschland für Geheimdienste und Strafverfolgungsbehörden relativ einfach möglich. Der Heise News-Ticker bezeichnet Deutschland als „Weltmeister der Telefonüberwachung“. Im Jahr 2006 wurden von der Regulierungsbehörde für Telekommunikation und Post mehr als 40.000 Telefonüberwachungen (nicht zu verwechseln mit Abhöraktionen) in Deutschland gezählt.
Dieses gilt aber nur für die Zahl der überwachten Anschlüsse. Häufig haben die Betroffenen mehrere Anschlüsse (Bsp.: ISDN und verschiedene Pre-paid-Karten fürs Mobiltelefon) oder wechseln diese auch während der laufenden Überwachung. Die hohe Zahl der überwachten Anschlüsse entsteht, da für jeden Anschluss (= Rufnummer), im Gegensatz zu anderen Ländern, ein Beschluss vorliegen muss. Bei der Zahl der überwachten Personen liegt Deutschland im unteren Mittelfeld.
Neben dem direkten Abhören von Telefongesprächen und der gezielten Überwachung von Telefonanschlüssen kommt es verstärkt dazu, ungezielt eine große Anzahl von Anschlüssen zu überwachen. Dies wird mit Gefahrenabwehr (z. B. Terrorismusbekämpfung) begründet.
Hierbei werden einerseits die Verbindungsdaten aufgelistet und die Kommunikationszusammenhänge über lange Zeiträume ausgewertet. Beispielsweise wird überprüft, wer mit wem telefoniert und in welcher Beziehung die Partner stehen. Andererseits erlauben Spracherkennungsprogramme, automatisch nach Stichworten wie „Bombe“ oder nach verdächtigen Wortkombinationen wie Palästina und Freiheit zu horchen, die Verbindungsdaten zu markieren und für eine intensive Überprüfung zu empfehlen. Alle Auslandsleitungen Deutschlands liefen lange Zeit durch den Frankfurter Standort eines weltweiten Computernetzes der National Security Agency (NSA), welches unter dem Namen Echelon bekannt wurde.
Einige Bundesländer, darunter Thüringen, Niedersachsen und Rheinland-Pfalz, haben mittlerweile in ihren Polizeigesetzen bzw. Gefahrenabwehrgesetzen Ermächtigungsnormen eingeführt, die die Telefonüberwachung zu präventiven Zwecken ermöglichen. Der landesgesetzlichen Regelung der präventiven Telekommunikationsüberwachung sind jedoch enge Grenzen gesetzt, so hat das Bundesverfassungsgericht die fragliche Vorschrift (§ 33a NSOG) im Niedersächsischen Sicherheits- und Ordnungsgesetz für verfassungswidrig erklärt. Die sächsische Regelung wurde vom sächsischen Staatsgerichtshof als verfassungswidrig verworfen.

### Audio
Neben den konventionellen Methoden wie versteckten Abhörgeräten (umgangssprachlich auch „Wanzen“) gibt es noch die ausgefallenere Methode der optischen Mithöreinrichtung mittels eines Lasermikrofons.

### Mit Videokameras

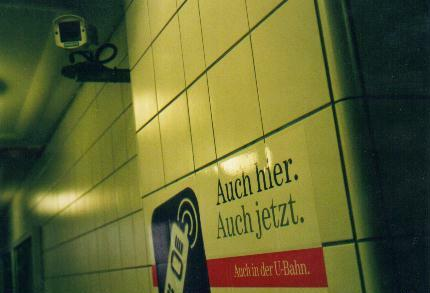
Kameraüberwachung in einer U-Bahn-Station

Eine andere Form der Überwachung, meist durch Kameras, wird an öffentlichen Plätzen, z. B. Bahnhöfen, als Sicherheitsmaßnahme eingesetzt. In Deutschland wurden diesbezüglich Modellprojekte, etwa in Regensburg durchgeführt, die auf heftigen Widerstand unter Datenschützern stießen. Mittlerweile ist die Videoüberwachung kein Modellprojekt mehr, sondern wird in vielen Städten an öffentlichen Plätzen eingesetzt. Als Begründung werden manchmal „Erfordernisse des Marketings“ genannt, wie etwa in der oberösterreichischen Stadt Wels. Auch Kaufhäuser werden in der Regel videoüberwacht, um Ladendiebstählen vorzubeugen.
Es gibt Anstrengungen, die Videoaufnahmen mittels einer Software, häufig Gesichtserkennung oder Pattern Matching genannt, automatisch auszuwerten und mit bestehenden Personenbildern zu vergleichen. Zur zweifelsfreien Erkennung genügen inzwischen schon kurze Aufnahmen von wenigen Signalen, beispielsweise der Augenpartie. Mit dem Einsatz dieser Technik wäre es nicht mehr möglich, anonym an beispielsweise politischen Demonstrationen teilzunehmen. Bürgerrechtler befürchten eine globale Demonstranten-Datenbank oder enorme Repressalien, wenn beispielsweise die Polizei Fotos von Demonstranten an die jeweiligen Arbeitgeber weitergäbe.
Erste Überwachungskameras wurden schon um 1950 als sogenannte Robotkameras entwickelt, bei denen die Auslösung und der Filmvorschub automatisiert waren. Sie wurden u. a. in der Verkehrsüberwachung und bei motorisierten Messvorgängen oder für spezielle Serienaufnahmen eingesetzt. Spätere Exemplare konnten magnetisch oder elektrisch angesteuert werden.

### Observation einzelner Personen
Gerade im Bereich der Geheimdienste und der Polizei ist die gezielte Überwachung von Personen ein wichtiges Mittel, um die Aktivitäten von Verdächtigen zu registrieren, strafbare Handlungen aufzuklären oder gar zu verhindern. Dabei wird je nach Brisanz der Operation durchaus immenser Aufwand an Personal und Material betrieben. So kann eine Observation im Rauschgift-Milieu durchaus ein Dutzend Personen und mehrere Fahrzeuge binden, über Zeiträume von Tagen bis hin zu Wochen oder gar Jahren. In solch einem Fall ist es üblich, dass ein Team in der Dienststelle die Kommunikationsverbindungen des oder der Verdächtigen überwacht und per Funk oder Telefon in Verbindung zu den Leuten vor Ort steht, um aus der Überwachung gewonnene Erkenntnisse unverzüglich auf ihre Relevanz für das Einsatzgeschehen zu bewerten und den Leuten vor Ort mitzuteilen.
Im direkten Umfeld des Aufenthaltsortes der observierten Person(en) halten sich mehrere Observationseinheiten auf, üblicherweise Einzelpersonen oder Zweier-Gruppen. Je nach den zu erwartenden Bewegungen des Verdächtigen werden passende Verkehrsmittel vorgehalten und besetzt, sowohl Zweiräder wie auch PKW. Auch ist es durchaus im Rahmen des Üblichen, dass Zimmer oder Wohnungen angemietet werden, von denen aus eine visuelle Beobachtung erfolgt, und wo zugleich die Kommunikationsverbindungen der beteiligten Kräfte zusammenlaufen. Ebenso gibt es Fälle, in denen in einem unbemannten Fahrzeug Kameras verborgen sind, die z. B. den Hauseingang überwachen und die aufgenommenen Bilder per Richtfunk zu einem etwas entfernter positionierten Fahrzeug übertragen, in welchem das Observationsteam sitzt.
Die einzelnen observierenden Kräfte halten vor Ort normalerweise per Sprechfunk zueinander Kontakt. Dabei werden die Geräte meist verborgen getragen, gehört wird über drahtlose Ohrhörer, die kaum zu erkennen sind und ohnehin aussehen wie handelsübliche Hörgeräte. Gesprochen wird meist über in der Kleidung versteckte Mikrophone, zum Beispiel am Hemdkragen oder an der Jacke befestigt. Je nach Brisanz der Observation und Art der ausführenden Dienststelle erfolgt der Funkverkehr offen und für jedermann mit einem Funkscanner abhörbar oder auch digital verschlüsselt. Verlässt die Zielperson den Aufenthaltsort, dann wird versucht, mit zwei bis drei Teams die Person zu beschatten. Wenn im Voraus nicht bekannt ist, wie die Person sich fortbewegt, dann ist das Verlassen des Aufenthaltsortes ein kritischer Moment, bei dem die Überwacher schnell feststellen müssen, welches Verkehrsmittel genutzt wird, um möglichst verzugslos passend die Verfolgung aufzunehmen.
Unter den Observationsteams hat sich auch ein gewisser Jargon entwickelt, der je nach Region variieren mag. So werden Beobachter, die als Fußgänger unterwegs sind, gerne als „Füßler“ bezeichnet. Die überwachte Person wird als „Zielperson“ oder „ZP“ bezeichnet, eventuelle Zuträger oder verdeckte Ermittler, die mit der Zielperson und den Ermittlern gleichermaßen in Kontakt stehen, werden als „Vertrauensperson“ oder „VP“ bezeichnet. Soll die Observation in einer Festnahme enden, dann wird diese als „Zugriff“ bezeichnet, und das Kommando dazu ist oftmals ein zuvor abgesprochenes Kennwort oder auch ein Signalton über Funk.
Die längerfristige Observation, d. h. durchgehend länger als 24 Stunden oder an mehr als zwei Tagen, ist eine strafprozessuale Maßnahme nach § 163f StPO und steht unter Richtervorbehalt. Bei Gefahr im Verzug darf auch die Staatsanwaltschaft oder die Polizei die längerfristige Observation anordnen, allerdings muss binnen drei Werktagen die richterliche Genehmigung nachträglich eingeholt werden.

### Mit Unterstützung von GPS-Sendern und Ortungstechnik
In Deutschland ist im privaten Bereich der Einsatz von GPS-Ortungstechnik im Rahmen von Personenüberwachungen strafbar. Das Landgericht Lüneburg hat das Anbringen eines GPS-Senders an ein fremdes Fahrzeug durch eine Detektei als strafbar bewertet (Az. 26 Qs 45/11). Das Erstellen eines Bewegungsprofils der betroffenen Person stellt nach Auffassung des Gerichts einen Verstoß gegen das Bundesdatenschutzgesetz (BDSG) dar. Es verletzt die Grundrechte auf informationelle Selbstbestimmung. Dieser Auffassung hat sich nun auch das Landgericht Mannheim in einem Urteil im Dezember 2012 angeschlossen (Az.: KLs 408 Js 27973/08).
Ermittlungsbehörden, z. B. Polizeien, dürfen GPS-Sender nur unter bestimmten Voraussetzungen zum Einsatz bringen; dies ist in Deutschland in § 100h StPO geregelt. Es muss (der Verdacht auf) eine Straftat von erheblicher Bedeutung vorliegen.
In Österreich werden routinemäßig Ortungsgeräte an Fahrzeuge bei Observationen angebracht. Erst wenn die Zielperson das Ortungsgerät entdeckt sollte jeder Detektiv schnell von sich auch eine Unterlassungserklärung abgeben und so einer Unterlassungsklage vorbeugen. Damit ergeben sich keine weiteren Folgen für die Detektive. Da durch ein Ortungsgerät an einem Fahrzeug nicht zwingend nur Bewegungsdaten einer Person erfasst werden gibt es hier keine Probleme mit der Staatsgewalt. In der Regel haben mehr als nur eine Person Zugang zum Fahrzeug. Ein Ortungsgerät ist heutzutage beinahe unverzichtbar für eine Observation.

### Online-Durchsuchung
Von zunehmender Bedeutung ist auch die Überwachung und Durchsuchung über das Internet – etwa über Soziale Netze oder sogenannte Staatstrojaner, also staatliches Hacking.
Mit bestimmten Überwachungsprogrammen können ahnungslose Computer-„Mitbenutzer“ unbemerkt ausspioniert werden. Der „Controller“ kann sämtliche Aktivitäten nachträglich überwachen. Auch Passwörter (PIN, TAN) sind davor ungeschützt. Die private Anschaffung und Installation derartiger Programme ist legal – die Anwendung nur, wenn man seine eigenen Aktivitäten kontrolliert. Auch bei Besitzstörungen und Scheidungsverfahren ist der Einsatz illegal, er kann aber trotzdem in die „freie Beweiswürdigung“ des Richters Eingang finden. In Österreich gibt es nur das Recht auf Unterlassung einer illegalen Überwachung. Zu PC-Überwachungsprogrammen zählen auch Keylogger und Bildschirmüberwachungsprogramme, die den Bildschirminhalt aufzeichnen oder übertragen.

### Flugpassagiere
Im Flugverkehr verlangen die USA die Weitergabe von Fluggastdaten. Es wird ein System zur Früherkennung von Terroristen weiterentwickelt. Man sucht nach verdächtigen Mustern, um so Terroristen zu entlarven. Der Rüstungskonzern Lockheed-Martin wurde von der US-Transportbehörde Transportation Security Administration beauftragt, das System „Computer Assisted Passenger Pre-Screening“ (CAPPS) weiter auszubauen. Dagegen formieren sich auch Widerstände. Ausländer und Kriegsgegner werden besonders genau kontrolliert.

### Mitarbeiter
Die räumliche Trennung von Vorgesetzten und Angestellten bei der Fernarbeit geht daher Hand in Hand mit Fragen der Macht und Kontrolle. Vorgesetzte sehen sich einem großen Kontrollverlust ausgesetzt, wenn sich Angestellte plötzlich außerhalb ihrer räumlichen Reichweite bewegen. Zur Kompensation des Kontrollverlustes können Arbeitgeber innen auf technische Möglichkeiten zurückgreifen. People Analytics Anwendungen sind demnach darauf ausgelegt, von Beschäftigten generierte Daten zu erfassen und auszuwerten. Inzwischen bestehen eine ganze Reihe unterschiedlicher Tools, die Daten wie etwa die Nutzungsdauer einzelner Anwendungen, den E-Mail-Verkehr, die Anzahl der abgehaltenen Meetings, aber auch persönliche Angaben wie Alter, Geschlecht und die Entfernung zwischen Wohnort und Arbeitsplatz analysieren. Ziel dieser Anwendungen ist es, HR-Kernaufgaben mit einem datengetriebenen Ansatz zu unterstützen.
Bei der Einführung und Anwendung technischer Einrichtungen zur Überwachung der Leistungen und des Verhaltens von Mitarbeitern sind in Deutschland neben datenschutzrechtlichen Bestimmungen auch die Bestimmungen des Betriebsverfassungsgesetzes zu beachten.

### Kontaktloser RFID-Chip
Weitere Möglichkeiten der Datensammlung und Überwachung bietet der Einsatz der RFID-Technologie. RFID steht für Remote Frequency Identifier bzw. Radio Frequency Identification und erlaubt das kontaktlose Lesen von Daten (einer gegebenenfalls weltweit eindeutigen ID) ohne besonderes Positionieren, ursprünglich entwickelt, um den Strichcode z. B. auf Lebensmitteln oder anderen Objekten ohne Handhabung zu ermöglichen. Um ein Objekt mittels RFID zu markieren, muss ein sogenannter RFID-Tag angebracht werden, dessen Antenne nur wenige Millimeter groß zu sein braucht, um Daten je nach Frequenzbereich und Energiequelle über mehrere Meter senden zu können.
RFID-Tags werden stillschweigend im Interesse der Hersteller oder Vertreiber in immer mehr Produkte des Konsums eingearbeitet, ohne die Benutzer zu informieren. Da solch ein „Produkt-Kennzeichen“ theoretisch Lebensdauer gleich der Produktlebensdauer besitzt, wird der Benutzer zu einem wandelnden Informationssender über die Waren bzw. Produkte, die er bei sich trägt.
Eingesetzt werden RFID unter anderem auch auf Ausweisdokumenten (Reisepass) und in Geldkarten.

## Staatliche Überwachungsprogramme

### Total Information Awareness
Für das Information Awareness Office des Verteidigungsministeriums der Vereinigten Staaten wurde seit Anfang 2002 ein umfassendes elektronisches Überwachungssystem namens Total Information Awareness (TIA) (später Terrorist Information Awareness) für Data-Mining im In- und Ausland geplant. Es sollte alle verfügbaren Informationsquellen erschließen. Die US-amerikanische Universität Massachusetts Institute of Technology (MIT) hat als Gegenprojekt zu TIA das Informationsprojekt Government Information Awareness (GIA) ins Leben gerufen. Mit Hilfe dieser Plattform sollen Daten zu Personen und Institutionen von Regierungen zusammengetragen werden und der Öffentlichkeit zugänglich gemacht werden.
Nach der Einstellung von TIA durch den Kongress Mitte 2003 wurde das Nachfolgeprogramm ADVISE (Analysis, Dissemination, Visualization, Insight, and Semantic Enhancement) initiiert.

### Das EU-Projekt INDECT
Das EU-Projekt INDECT erforscht „präventive Verbrechensbekämpfung“ auf der Basis der automatisierten Auswertung und Verknüpfung von Bildern von Überwachungskameras des öffentlichen Raums mit einer großen Zahl weiterer Datenquellen, wie etwa Daten aus Sozialen Netzwerken und der Telekommunikationsüberwachung. Dabei soll unter anderem durch Videoanalyse automatisiert „abnormales Verhalten“ von Menschen in der Öffentlichkeit erkannt werden. Kritiker sehen in dem bis 2013 laufenden EU-Forschungsprojekt Tendenzen hin zu einem Überwachungsstaat.

## Risiken der Personenüberwachung
Hauptrisiko der Überwachung ist, dass der Besitzer der bei Überwachung gewonnenen Daten nicht der Eigentümer der Daten ist und dieser keine Kontrolle über die Daten besitzt. Die bei der Überwachung anfallenden Daten werden gegebenenfalls ohne Zustimmung zweckentfremdet, verfälscht oder gezielt missbraucht. Solange die Begriffe Datensicherheit und Datenschutz in den betreffenden Gesetzen zufällig verwendet werden, ist keine Klarheit zu erwarten. Zudem ist aus Gründen tradierten staatlichen Gewaltverständnisses das Eigentum an Personendaten nicht allgemein und selbstständig definiert.
Häufig kommen Irrtümer und Fehlentscheidungen infolge falscher, falsch gelesener oder falsch interpretierter Daten vor. Gefährlich erscheint vielen der mit (angenommener oder tatsächlicher) Überwachung einhergehende Anpassungsdruck. Speziell diese Fiktion wurde 1983 in der Urteilsbegründung des Bundesverfassungsgerichts zur Volkszählung hervorgehoben.

### Die einzelnen Risiken
In Anlehnung an Roger Clarke sind die folgenden Risiken einer Überwachung durch Verwendung von Daten („dataveillance“) zu nennen:
- bei Überwachung einzelner Personen
  - Fehlidentifikation (Daten werden der falschen Person zugeordnet)
  - inhaltlich schlechte Qualität der verwendeten Daten
  - Verwendung von Daten außerhalb ihres ursprünglichen Zusammenhangs und daraus resultierende Gefahr von Fehlinterpretationen
  - qualitativ schlechte Entscheidungen
  - fehlendes Wissen des Betroffenen von der Überwachung
  - fehlende Zustimmung des Betroffenen
  - Aufnahme in schwarze Listen
  - Verweigerung der Löschung oder Korrektur

- bei Massenüberwachung von Personengruppen oder der gesamten Bevölkerung
  - Risiken für die Betroffenen:
    - willkürliche Überwachung, weil verdachtslos und anlassunabhängig
    - Verknüpfung von Daten außerhalb ihrer ursprünglichen Zusammenhänge und daraus resultierende Gefahr von Fehlinterpretationen
    - Komplexität und Missverständlichkeit von Daten aus unterschiedlichen Quellen
    - Hexenjagd, indem aus bestimmten statistischen Wahrscheinlichkeiten Schlüsse abgeleitet werden, die nicht immer zutreffen
    - Vorab-Diskriminierung und Schuldvorhersage
    - Manipulation durch gezielt selektive Werbung
    - Umkehr der Beweislast, etwa wenn der Betroffene eine automatisierte Entscheidung erst durch nachträglichen Widerspruch individuell prüfen lassen kann und seinen Widerspruch dann begründen muss
    - geheime Überwachung
    - unbekannte Vorwürfe und Beschuldiger
    - Verweigerung eines rechtsstaatlichen Verfahrens

  - Risiken für die Gesellschaft:
    - Klima des Misstrauens, weil jeder verdächtig ist
    - Erpressbarkeit durch Personengruppen mit privilegiertem Zugang zu Daten (siehe z. B. Geheimdienst-Erpressungsskandal in Italien 2006)
    - Gegnerschaft zwischen Überwachern und Überwachten, weil Überwacher den automatisierten Entscheidungsfindungsprozess oft nicht verstehen, dies aber nicht eingestehen wollen, und oft eher auf Arbeitsbewältigung bedacht sind als auf die Beziehung zu den Betroffenen
    - Konzentration der Strafverfolgung auf leicht ermittelbare und beweisbare Straftaten anstatt auf professionelle und organisierte Kriminalität, dadurch:
      - ungleicher Gesetzesvollzug
      - Verlust an Achtung für das Gesetz und die Vollzugsbehörden
      - individuelle Handlungen verlieren an Bedeutung

    - Verlust an Eigenständigkeit und Selbstbestimmung
    - Verächtlichmachung von Individualität
    - Verstärkung der Tendenz, sich aus der offiziellen Gesellschaft auszuklinken
    - Schwächung der moralischen Verbundenheit der Gesellschaft
    - Destabilisierung der an sich gewollten Machtbalance
    - repressives Potenzial für eine totalitäre Regierung
    - Verlust des Vertrauens der Bürger in ihre Regierung

### Sensibilität in Deutschland

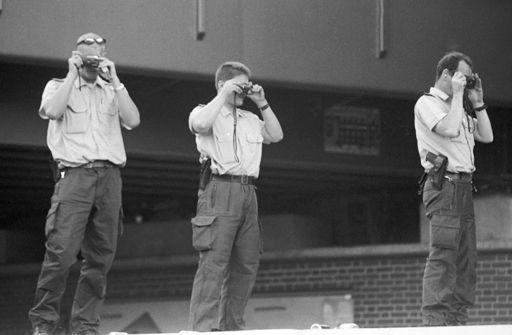
Polizisten fotografieren systematisch Teilnehmer einer Großveranstaltung in Berlin

Die besondere Sensibilität der Deutschen gegenüber jeder Form der Überwachung im Gegensatz zu anglo-amerikanischen Ländern lässt sich unter anderem auf die im Nationalsozialismus praktizierte Überwachung der Bevölkerung zurückführen. Auch das in der DDR durch die Staatssicherheit etablierte und nach der Wende aufgedeckte Netz von Inoffiziellen Mitarbeitern, die weite Teile der Bevölkerung bespitzelten, trägt zu einer besonderen Sensibilität bei. Unter bestimmten Voraussetzungen können die Verfassungsschutzämter oder Polizeien in Deutschland eine Observation von Personen vornehmen.
Eine Studie des Büros für Technikfolgenabschätzung beim Deutschen Bundestag (TAB) attestierte auch 2022 gesetzliche Mängel und das Risiko staatlichen Vertrauensverlustes in der Bevölkerung bei der Ausweitung digitaler Überwachungsmaßnahmen. Neben rechtlicher Nachbesserung empfahl die Einrichtung auch die vermehrte Ursachenbekämpfung von Kriminalität anstelle mutmaßlicher Aufklärung von Symptomen.

### Folgen
Überwachung hat unter anderem die Folge, dass die Überwachten sich konformer (zu dem, was nach den aktuellen Moral- und Wertvorstellungen jeweils vorgegeben wird) verhalten, ihr Verhalten also vorauseilend „normalisieren“, jedenfalls dann, wenn sie sich überwacht glauben und das angepasste Verhalten eine glaubwürdige Perspektive eröffnet. Das heißt nicht notwendigerweise, dass dadurch der Wille der Überwachten dauerhaft gebeugt wird, doch achten sie in der Regel mehr auf ihre äußerliche Wirkung – ganz ähnlich der eines Schauspielers. Diesen „Zwang zum Schauspiel“ den Michel Foucault auch in seinem Werk Überwachen und Strafen beschrieb, erfährt der Überwachte in der Regel als Bürde, die ihn in seiner (gefühlten) Freiheit einschränkt, eine zuvor von außen an das Individuum herangetragene Disziplinierung und Sanktionierung wird in das einzelne Individuum selbst verlagert (z. B. als Schere im Kopf, vorauseilender Gehorsam, siehe auch Panoptismus).
Des Weiteren besteht die Gefahr, dass die Überwachung, die nahezu jeder unbewusst wahrnimmt (z. B. an Tankstellen, Bahnhöfen, Flughäfen …) für den Menschen so alltäglich wird und er sich so an sie gewöhnt, dazu führt, dass es für diverse Organisationen ein Leichtes sein wird, ihn nach dem Prinzip des Panopticons (man muss immer damit rechnen gesehen und gehört zu werden) zu überwachen.
Neuere wissenschaftliche Erkenntnisse des Max-Planck-Instituts für evolutionäre Anthropologie haben ergeben, dass allein die Anwesenheit eines Gesichts in einem Raum (z. B. auf einem Foto) die Konformität des „durch das Gesicht Überwachten“ erheblich erhöht, selbst wenn dem Überwachten klar ist, dass dieses Gesicht eben nur eine Abbildung ist. Offensichtlich ist der Vorgang, bei Überwachung sein Verhalten anzupassen, sehr tief im Menschen verwurzelt. In einem Experiment der Universität von Newcastle upon Tyne zeigte es sich, dass die bloße Anwesenheit eines Bilds von Augen, aber auch egoistische Handlungsweisen verhindert und zu mehr Kooperation führt.

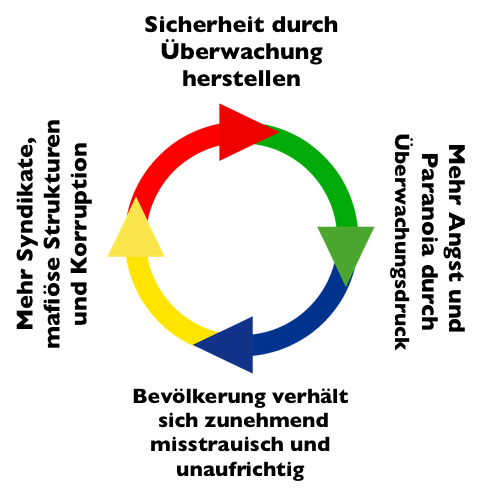
Überwachungsspirale

Konkret wird in den Medien hervorgehoben, dass das Gefühl dauerhafter Beobachtung dazu führen kann, dass sich weniger Menschen auf einer Demonstration zeigen; die Überwachung könne „soziale und demokratische Aktivitäten genauso untergraben wie das Vertrauen in Staat oder Gesellschaft“. Auch könne bereits ein „diffuses Gefühl des Beobachtetseins“ zu einer Verhaltensänderung führen, nämlich wenn eine Person die Empfindung hat – ganz gleich, ob diese objektiv begründet oder nur subjektiv ist – dass sie sich, wenn sie sich in einem Gebiet mit hoher Kriminalitätswahrscheinlichkeit bewegt, einem Kriminalitätsverdacht aussetzt. Das Maß der Überwachung wirkt dann kontraproduktiv, wenn der dadurch entstehende Überwachungsdruck die Menschenrechte und die Privatsphäre in einem solchen Maße einschränkt, dass das authentische Dasein und Zusammensein selbst zu einem Kriterium der Unerfüllbarkeit werden. Dies führt zu einer Überwachungsspirale.

### Geheimdienst-Erpressungsskandal in Italien 2006
Für den systematischen Missbrauch von Überwachungssystemen gab es 2006 in Italien ein gravierendes Beispiel, bei dem mehrere tausend Menschen unter der Beteiligung des Sicherheitsverantwortlichen der Telecom Italia, der organisierten Kriminalität und von Mitarbeitern verschiedener Polizeieinheiten und Geheimdienste systematisch abgehört und mit diesen Daten erpresst wurden. Verhaftet wurde damals auch Marco Mancini, der Vize-Chef des italienischen Militär-Geheimdienstes SISMI, der eine führende Rolle in dem Abhör- und Erpresserring spielte, und bei dem darüber hinaus umfangreiche Unterlagen über das illegale Ausspionieren von politischen Gegnern des damaligen Regierungschefs Silvio Berlusconi gefunden wurden. Roberto Preatoni, eine der Schlüsselpersonen des Skandals, nannte die Vorgänge so komplex, dass sie „wahrscheinlich nie ganz aufgeklärt“ werden könnten, beteiligt gewesen seien unter anderem italienische und US-Geheimdienste, korrupte italienische Polizisten, sowie italienische und US-Sicherheitsunternehmen. Aufsehen erregte, dass der Hauptbelastungszeuge der Staatsanwaltschaft, der ehemalige Sicherheitsbeauftragte der Mobilfunk-Sparte der Telecom Italia, einen Monat nach der Aufdeckung des Skandals unter ungeklärten Umständen in Neapel von einer Autobahnbrücke stürzte und starb.

## Medien
Filme, die Überwachung thematisieren:
- Der Dialog, Regie: Francis Ford Coppola, USA 1973, Spielfilm, Die Geschichte eines professionellen Abhörspezialisten
- 1984-Nineteen Eighty-Four, Regie: Michael Radford, GB 1984, Spielfilm, mit John Hurt, Richard Burton, Suzanna Hamilton und Cyril Cusack
- Der Staatsfeind Nr. 1, Regie: Tony Scott, USA 1998, Spielfilm, mit Will Smith und Gene Hackman
- Das Leben der Anderen, Regie: Florian Henckel von Donnersmarck, BRD 2006, Spielfilm, mit Ulrich Mühe, Sebastian Koch und Martina Gedeck
- Auf Nummer sicher, BRD 2007, Dokumentations-Spielfilm
- Alltag Überwachung (Memento vom 17. August 2015 im Internet Archive), Dokumentation, Deutschland 2006.